# 다비트 글라이어셔

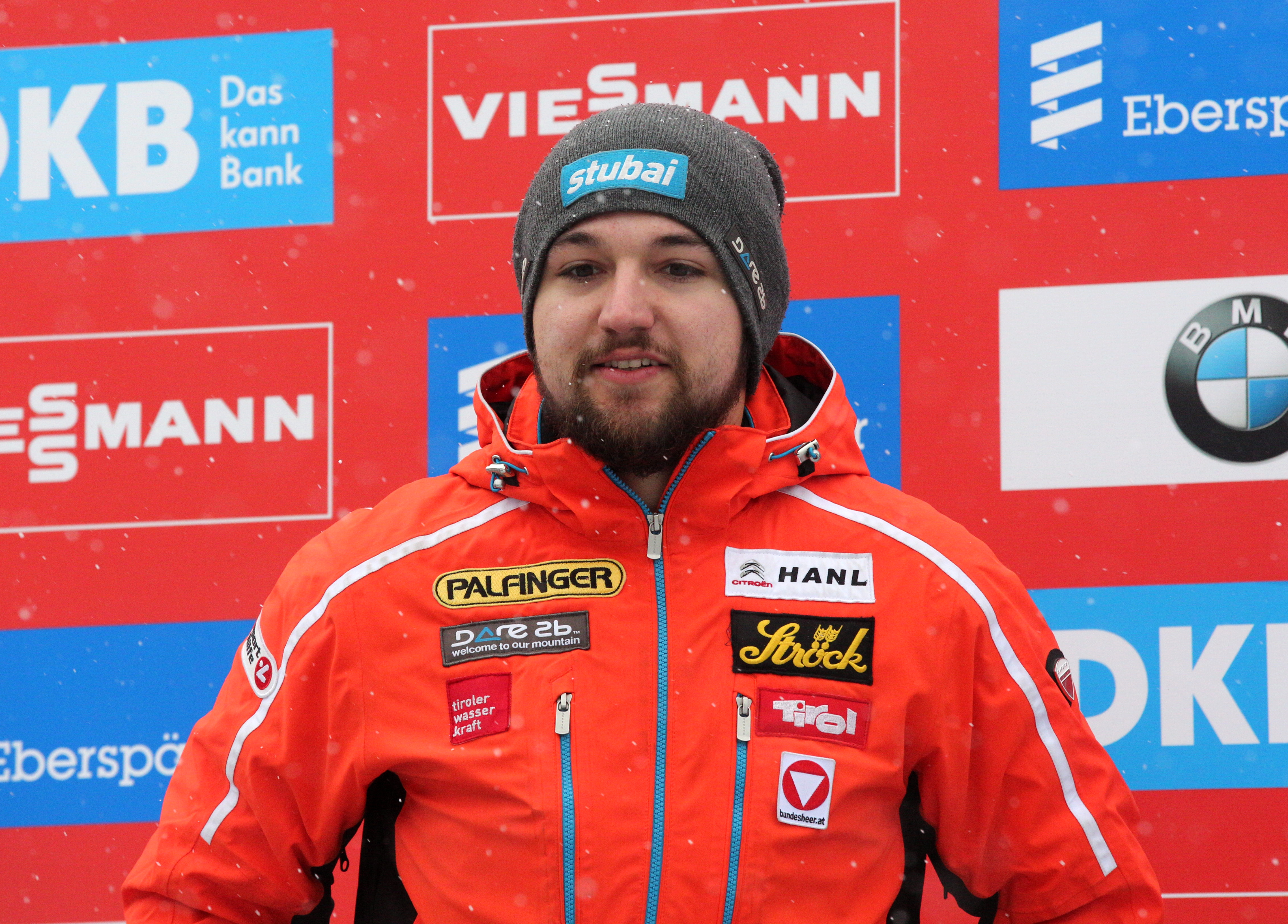
2017년 네이션스컵 당시의 글라이어셔

다비트 글라이어셔(독일어: David Gleirscher, 1994년 7월 23일~)는 오스트리아의 루지 선수이다. 2018년 동계 올림픽 남자 1인승 종목에서 금메달을 획득하였다.
동생인 니코도 루지 선수로 활동하고 있다.